# پل ردی
پل ردی (انگلیسی: Paul Ready؛ زادهٔ ۱۹۷۷) بازیگر اهل بریتانیا است.
از فیلم‌ها یا برنامه‌های تلویزیونی که وی در آن نقش داشته‌است، می‌توان به شاهزاده دزدان، ترس، محافظ شخصی، پوآرو، حفاری، شهر هالبی، شاید عزیزم، فرشتگان و حشرات، آرمان‌شهر، مرگ استالین اشاره کرد.